# مارگارت کاوندیش، دوشس نیوکاسل آپون تاین
مارگارت کاوندیش، دوشس نیوکاسل آپون تاین ((با نام خانوادگی لوکاس؛ انگلیسی: Margaret Cavendish, Duchess of Newcastle-upon-Tyne؛ ۱۶۲۳ [تاریخ دقیق تولد او ناشناخته است] – ۱۶ دسامبر ۱۶۷۳) فیلسوف، شاعر، دانشمند، نویسنده داستان‌های تخیلی و نمایش‌نامه‌نویس انگلیسی بود. او نویسنده‌ای پرکار بود که در زمانی که زنان عمدتاً از انتشار آثار محروم بودند، بیش از ۱۲ اثر اصلی را تحت نام خود منتشر کرد. به عنوان یک فیلسوف طبیعی با ارتباطات گسترده، کاوندیش با برخی از تأثیرگذارترین ذهن‌های زمان خود از جمله رنه دکارت، توماس هابز و هنری مور تعامل داشت.

## پیشینه
مارگارت لوکاس به عنوان کوچک‌ترین فرزند خانواده، از توماس لوکاس (۱۵۷۳–۱۶۲۵) و الیزابت لیتون (درگذشته ۱۶۴۷) متولد شد. او چهار خواهر و سه برادر داشت که از جمله آنها می‌توان به سر جان لوکاس، سر توماس لوکاس و سر چارلز لوکاس اشاره کرد که همگی از سلطنت‌طلبان بودند و مالک عمارت سنت جان در کولچستر بودند. در نوجوانی، او به عنوان ندیمه ملکه هنریتا ماریا خدمت کرد و در تبعید او به فرانسه همراهی کرد و مدتی در دربار لویی چهاردهم جوان زندگی کرد. در سال ۱۶۴۵، او به عنوان همسر دوم ویلیام کاوندیش، اولین دوک نیوکاسل-آپون-تاین درآمد.
همسر او، ویلیام کاوندیش، که در آن زمان مارکیز بود، در طول جنگ داخلی اول انگلستان فرمانده سلطنت‌طلبان در شمال انگلستان بود و در سال ۱۶۴۴ به تبعید خودخواسته به فرانسه رفت. مارگارت او را همراهی کرد و تا بازگردانی پادشاهی انگلستان در سال ۱۶۶۰ در خارج از کشور ماند.

## آثار
کاوندیش به عنوان شاعر، فیلسوف، نویسنده رمان‌های منثور، مقاله‌نویس و نمایش‌نامه‌نویس، در زمانی که اکثر نویسندگان زن ناشناس باقی می‌ماندند، آثار خود را تحت نام خود منتشر کرد. موضوعات او شامل جنسیت، قدرت، آداب و رسوم، روش علمی و فلسفه بود. رمان آرمان‌شهری او به نام «دنیای مشتعل» یکی از اولین نمونه‌های داستان علمی-تخیلی محسوب می‌شود. او در زمان خود به دلیل انتشار گسترده در فلسفه طبیعی و علوم اولیه مدرن غیرمعمول بود و بیش از یک دوجین اثر اصلی تولید کرد که با احتساب آثار تجدید نظر شده به ۲۱ عنوان می‌رسید. او اغلب پرتره خود را روی جلد آثار مختلف خود حکاکی می‌کرد تا مردم بدانند که او به تنهایی مسئول خلق هر آنچه می‌نوشت و منتشر می‌کرد بوده است.
کاوندیش به عنوان یک نویسنده زن منحصر به فرد و پیشگام مورد حمایت و انتقاد قرار گرفته است. او فلسفه ارسطویی و مکانیک‌گرایی قرن هفدهم را رد کرد و مدل حیات‌گرایی را ترجیح داد. در ماه مه ۱۶۶۷، او اولین زنی شد که در جلسه انجمن سلطنتی لندن شرکت کرد و با اعضا و فیلسوفانی مانند رابرت بویل به بحث و انتقاد پرداخت. از او به عنوان یکی از اولین مخالفان آزمایش روی حیوانات یاد شده است.
انتشارات کاوندیش برای او شهرت به ارمغان آورد و به رد این باور معاصر کمک کرد که زنان ذاتاً از مردان پایین‌تر هستند. کاوندیش از آثار خود برای حمایت از آموزش زنان استفاده کرد: زنان قادر به یادگیری و بهره‌مندی از آموزش بودند، و او اصرار داشت که آثار خودش حتی بهتر می‌شد اگر مانند برادرانش می‌توانست به مدرسه برود.

## سال‌های اولیه

### کودکی
پدر کاوندیش، توماس لوکاس، پس از دوئلی که منجر به مرگ «آقای بروکس» شد، تبعید شد، اما توسط شاه جیمز مورد عفو قرار گرفت و در سال ۱۶۰۳ به انگلستان بازگشت. به عنوان کوچک‌ترین فرزند از هشت فرزند، کاوندیش زمان زیادی را با خواهر و برادرهایش گذراند. او آموزش رسمی نداشت اما به کتابخانه‌ها و معلمان خصوصی دسترسی داشت، اگرچه اشاره کرد که کودکان توجه کمی به معلمان داشتند که «بیشتر برای رعایت ظاهر بودند تا فایده». کاوندیش از سنین پایین شروع به نوشتن ایده‌های خود روی کاغذ کرد، اگرچه در آن زمان پذیرش هوش زنان چندان مرسوم نبود و او تلاش‌های خود را در حریم خصوصی خانه‌اش نگه می‌داشت. خانواده او از امکانات قابل توجهی برخوردار بودند و کاوندیش اشاره کرد که مادر بیوه‌اش تصمیم گرفت خانواده را در شرایطی «نه چندان پایین‌تر» از زمانی که پدرش زنده بود نگه دارد؛ کودکان به «لذت‌های شرافتمندانه و تفریحات بی‌ضرر» دسترسی داشتند. مادرش کمک مردانه کمی داشت یا اصلاً نداشت.

### ندیمه ملکه
وقتی ملکه هنریتا ماریا در آکسفورد بود، کاوندیش هرگز از مادرش اجازه نگرفت که به عنوان ندیمه ملکه خدمت کند. او ملکه را در تبعید به فرانسه همراهی کرد و برای اولین بار از خانواده خود دور شد. او خاطرنشان می‌کند که در حالی که در جمع خواهر و برادرهایش احساس اعتماد به نفس می‌کرد، در میان غریبه‌ها خجالتی می‌شد. او می‌ترسید که بدون راهنمایی خواهر و برادرهایش به‌طور نامناسبی صحبت یا عمل کند، و به همین دلیل نگران بود که مورد استقبال و پسند قرار نگیرد. به همین دلیل، او فقط در مواقع ضروری صحبت می‌کرد و به همین دلیل به عنوان یک احمق شناخته می‌شد، که کاوندیش اشاره کرد ترجیح می‌داد اینگونه دیده شود تا اینکه بی‌بندوبار یا بی‌ادب به نظر برسد.